# Xenofonte de Robeika
Xenofonte de Robeika (em russo: Ксенофонт Робейский, romanizado: Ksenofont Robeysky) foi um monge ortodoxo russo, mais tarde declarado santo. Ele fez seus votos monásticos no Mosteiro de Lisitsky, sob o abade Barlaão. Mais tarde, Xenofonte se tornou hegúmeno (abade) do Mosteiro de Khutyn. Renunciando a este cargo, ele mais tarde fundou o Mosteiro de São Nicolau no Rio Robeika, perto de Novogárdia. Suas relíquias foram colocadas na igreja do mosteiro, que mais tarde se tornou uma igreja paroquial.

## Biografia
Muitos detalhes da vida de Xenofonte foram perdidos quando sua vita foi perdida. Quando foi reescrita no século XVIII, seus biógrafos confundiram Barlaão de Khutyn com Barlaão de Kiev, que viveu 200 anos antes.
Ele era amigo de Antônio de Dymsk, que provavelmente viveu no século 12 e, por sua vez, foi confundido pelos hagiógrafos com Antônio de Roma, que também viveu no século 12. O único relato da vida de Xenofonte foi encontrado apenas no final do século 20 e publicado por AG Bobrov. Sua vita foi escrita não antes do século 18 (ela usa a palavra "objeto", uma tradução do latim "objectum", que entrou na língua russa apenas em 1720). No entanto, o autor da hagiografia tentou imitar exemplos antigos.
As informações históricas sobre ele são frequentemente errôneas. Xenofonte e o mosteiro que ele fundou são repetidamente mencionados na literatura do século XIX e início do século XX, mas todas essas menções são extremamente breves; elas contêm o mesmo conjunto de informações: o monge Xenofonte é um discípulo de Barlaão de Khutyn, a fundação do mosteiro remonta ao século XIII e, às vezes, informações sobre a igreja do mosteiro são relatadas.
A primeira pesquisa específica com foco em Xenofonte e no Mosteiro de São Nicolau foi o trabalho de PM Silin, publicado em 1902. O pesquisador coletou informações de várias fontes neste estudo e criou um esboço geral da história do mosteiro até o final do século XIX. Ele não questionou a época da fundação do mosteiro no século XIII. O artigo fornece o texto da hagiografia de Xenofonte escrita em seu santuário.
A segunda pesquisa específica sobre o mosteiro e seu fundador foi escrita por A. G. Bobrov e publicada em 1997. A. G. Bobrov publicou a única cópia sobrevivente da "Vida de Xenofonte de Robeika" que ele descobriu e a acompanhou com um artigo detalhado. Bobrov rejeitou a ideia de que o mosteiro foi fundado no século XIII, datando-a do texto da vita.

## Vida monástica
Xenofonte fez seus votos monásticos no Mosteiro de Lisitsky do abade Barlaão. Xenofonte mais tarde tornou-se hegúmeno (abade) do Mosteiro de Khutyn. Renunciando a este cargo, ele mais tarde fundou o Mosteiro de São Nicolau no Rio Robeika, perto de Novogárdia.
Em outra história do santo, conta-se que ele partiu para viver com Barlaão porque desejava viver uma vida mais ascética. O local onde ele desembarcou no Robeika é onde o Mosteiro de São Nicolau foi eventualmente fundado.

## Veneração
São Xenofonte é comemorado no dia de sua morte (28 de junho) e no terceiro domingo após o Pentecostes, a "Sinaxe dos Santos de Novogárdia".